# 1. jugoslawische Fußballliga 1923
Die 1. jugoslawische Fußballliga 1923 war die erste Spielzeit der höchsten jugoslawischen Spielklasse im Fußball der Männer. Sie begann am 2. September 1923 und endete am 1. Oktober 1923.
Meister wurde HŠK Građanski Zagreb.

## Modus
Die Meister der regionalen Ausscheidungskämpfe hatten sich im September 1923 getroffen, um in einem K.-o.-System die beiden Finalteilnehmer zu ermitteln. Gleich das erste jugoslawische Endspiel fand zunächst keinen Sieger, trennten sich doch der HŠK Građanski Zagreb und SAŠK Sarajevo mit 1:1. Erst im Wiederholungsspiel konnte sich Građanski mit 4:2 durchsetzen.
Es dauerte noch bis 1927, ehe eine Meisterschaft im Ligasystem eingerichtet wurde. Weiterhin spielten die Meister der regionalen Klassen um den Titel.

## Teilnehmer und Spielorte
| Verein               | Stadt     | Regionalverband           |
| -------------------- | --------- | ------------------------- |
| SK Jugoslavija       | Belgrad   | Regionalverband Belgrad   |
| Ilrija Ljubljana     | Ljubljana | Regionalverband Ljubljana |
| SAŠK Sarajevo        | Sarajevo  | Regionalverband Sarajevo  |
| Hajduk Split         | Split     | Regionalverband Split     |
| HAD Bačka Subotica   | Subotica  | Regionalverband Subotica  |
| HŠK Građanski Zagreb | Zagreb    | Regionalverband Zagreb    |

## Viertelfinale
| Datum      |                  | Ergebnis |                      |
| ---------- | ---------------- | -------- | -------------------- |
| 02.09.1923 | SK Jugoslavija   | 2:1      | HAD Bačka Subotica   |
| 02.09.1923 | SAŠK Sarajevo    | 4:3      | Hajduk Split         |
| 02.09.1923 | Ilrija Ljubljana | 1:2      | HŠK Građanski Zagreb |

## Halbfinale
| Datum                                    |               | Ergebnis |                |
| ---------------------------------------- | ------------- | -------- | -------------- |
| 23.09.1923                               | SAŠK Sarajevo | 4:3      | SK Jugoslavija |
| HŠK Građanski Zagreb erhielt ein Freilos |               |          |                |

## Finale

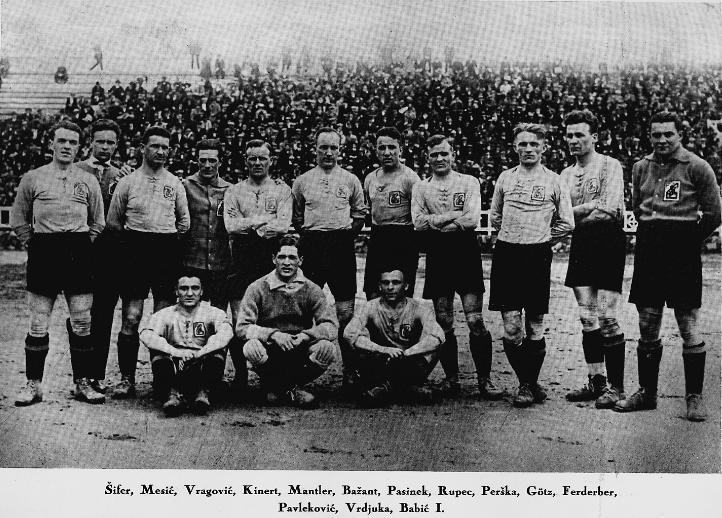
Meistermannschaft von Gradanski

| Datum      |                      | Ergebnis  |               |
| ---------- | -------------------- | --------- | ------------- |
| 30.09.1923 | HŠK Građanski Zagreb | 1:1 n. V. | SAŠK Sarajevo |
| 01.10.1923 | HŠK Građanski Zagreb | 4:2       | SAŠK Sarajevo |